# М'ясникова (Алапаєвський міський округ)
М'я́сникова (рос. Мясникова) — присілок у складі Алапаєвського міського округу (Верхня Синячиха) Свердловської області.
Населення — 12 осіб (2010, 9 у 2002).
Національний склад населення станом на 2002 рік: росіяни — 100 %.